# Eragrostis rivalis
Eragrostis rivalis — вид рослин родини тонконогові (Poaceae), поширений у східній Європі.

## Поширення
Поширений у Білорусі, Україні, Росії.